# Edward Alleyn
Edward Alleyn (1 de septiembre de 1566 - 25 de noviembre de 1626) fue un actor inglés, una figura destacada dentro del Teatro isabelino y fundador del Dulwich College y la Alleyn's School. 

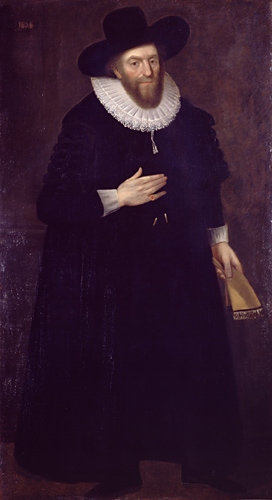
Edward Alleyn.

## Biografía y carrera
Nació en Bishopsgate, Londres, hijo de un posadero.
Conocido por sus contemporáneos como "Ned", su apellido se escribe a veces como Allen o Alleyne. No se sabe cuándo empezó a actuar, pero ciertamente se distinguió en este oficio siendo muy joven, pues en 1583 su nombre estaba entre los actores de William Somerset, tercer Conde de Worcester, y normalmente se refieren a él como el más destacado actor de la época.
En los años 1590 la carrera de Alleyn alcanzó su punto álgido, con su impresionante presencia escénica haciendo de él un actor ideal para encarnar los papeles de Marlowe: Fausto y Tamerlán, que probablemente fueron escritos especialmente para él. Se retiró en la cumbre de su fama, alrededor de 1598, y se dice que la reina Isabel en persona le pidió que regresara a los escenarios, lo que hizo hasta 1604.
Ben Jonson, un crítico que tendía a exaltar los méritos de los hombres destacados entre sus contemporáneos, alabó sin medida la actuación de Alleyn (Epigramas, n.º 89). Thomas Nashe expresó en prosa, en Pierce Penniless, su admiración por él, mientras que Thomas Heywood lo consideraba "inimitable", "el mejor de los actores", "Proteo en sus formas y Roscio en su lengua".
Alleyn heredó propiedad en Bishopsgate por parte de su padre. Su matrimonio el 22 de octubre de 1592 con Joan Woodward, hijastra de Philip Henslowe, con el tiempo le trajo mayor fortuna. Se convirtió en socio de Henslowe, y al final en único propietario de varios teatros provechosos, corros para la lucha entre osos y prostíbulos. Entre estos estaban el teatro La Rosa en Bankside, el Paris Garden y el Fortune Theatre en St Luke's, el último ocupado por los hombres del Almirante, de los que Alleyn era el líder. Asumió, también, con Henslowe, el puesto de "maestro de los juegos del rey de osos, toros y perros". En algunas ocasiones, dirigió el deporte en persona, y John Stow en sus Crónicas relata cómo Alleyn organizó una lucha de león con perros para Jacobo I en la Torre de Londres.
La conexión de Alleyn con Dulwich comenzó en 1605, cuando compró la mansión de Dulwich a Sir Francis Calton. La propiedad en su conjunto no pasó a manos de Alleyn antes de 1614. Iba desde lo alto de las colinas Surrey en cuya cumbre está hoy la torre de transmisión televisiva del Palacio de Cristal, a la cumbre de la sierra paralela, tres millas más cerca de Londres, conocido en sus varios fragmentos como Herne Hill, Denmark Hill y Champion Hill. Alleyn adquirió esta gran propiedad por poco más de 35.000 libras. Apenas había tomado posesión de ella, sin embargo, cuando la cuestión de cómo iba a disponer de ella empezó a preocuparle. Aún carecía de hijos, después de veinte años de matrimonio. Entonces este próspero actor comenzó la tarea de construir y crear en vida el College of God's Gift en Dulwich. Alleyn finalmente logró su propósito y el College of God's Gift en Dulwich fue fundado, y dotado con patente real de Jacobo I datada el 21 de junio de 1619. El edificio ya se había comenzado en 1613.
Alleyn nunca fue miembro de su propia fundación, pero siguió sus asuntos gracias a los poderes que le otorgaban las patentes. Su diario muestra que se involucró mucho en la vida de la fundación, notas de las que se deduce que era un hombre genial, amable y religioso. Su amor hacia su vieja profesión es indicada por el hecho de que los chicos a menudo hacían representaciones teatrales. 
La primera mujer de Alleyn murió el 28 de junio de 1623. El 3 de diciembre de ese mismo año se casó con Constance, hija de John Donne, el poeta y decano de San Pablo. Alleyn murió en noviembre de 1626 y está enterrado en la capilla del colegio que fundó. Su tumba fija el día de su muerte en el 21, pero se cree que fue el 25. En 1610 Alleyn era miembro de la corporación de coadjutores de San Salvador, en Southwark, y hay una ventana conmemorativa en la catedral de ese lugar. Un retrato del actor se exhibe en la galería de pinturas de Dulwich.

## Representaciones en la cultura popular

### Cine
| Año  | Título              | Director    | Actor       |
| ---- | ------------------- | ----------- | ----------- |
| 1998 | Shakespeare in Love | John Madden | Ben Affleck |

Alleyn aparece en la película de 1998 Shakespeare in Love interpretado por Ben Affleck. Es retratado como un actor estereotípicamente egocéntrico que acepta dirigir y organizar el papel de Mercucio en Romeo y Julieta después de que se le diga que el título de la obra es "Mercucio". Más tarde se redime aconsejando a Shakespeare que cambie el nombre para adecuar el título al verdadero foco de la obra.